# Joelia Dzjyma
Joelia Valentynivna Dzjyma (Oekraïens: Юлія Валентинівна Джима) (Kiev, 19 september 1990) is een Oekraïense biatlete. Op de Olympische Winterspelen 2014 in het Russische Sotsji won ze, terwijl haar land verscheurd door onrusten was, een gouden medaille met de Oekraïense vrouwen-estafetteploeg.

## Carrière
Bij haar wereldbekerdebuut, in januari 2012 in Oberhof, scoorde Dzjyma direct wereldbekerpunten. In Ruhpolding nam ze deel aan de wereldkampioenschappen biatlon 2012, op dit toernooi eindigde ze als 39e op de 7,5 kilometer sprint en als 48e in de daaropvolgende 10 kilometer achtervolging. In januari 2013 behaalde de Oekraïense in Oberhof haar eerste toptienklassering in een wereldbekerwedstrijd. Op de wereldkampioenschappen biatlon 2013 in Nové Město eindigde Dzjyma als dertiende op de 15 kilometer individueel, op de estafette veroverde ze samen met Vita Semerenko, Valj Semerenko en Olena Pidhroesjna de zilveren medaille.

## Resultaten

### Olympische Winterspelen
| Jaar | Plaats      | Onderdeel   | Onderdeel | Onderdeel     | Onderdeel  | Onderdeel | Onderdeel          |
| Jaar | Plaats      | Individueel | Sprint    | Achtervolging | Massastart | Estafette | Gemengde estafette |
| ---- | ----------- | ----------- | --------- | ------------- | ---------- | --------- | ------------------ |
| 2014 | Sotsji      | 7e          | 42e       | DNS           | 22e        | ↑         | –                  |
| 2018 | Pyeongchang | 20e         | –         | –             | –          | 11e       | 7e                 |

### Wereldkampioenschappen
| Jaar | Plaats            | Onderdeel   | Onderdeel | Onderdeel     | Onderdeel  | Onderdeel | Onderdeel          | Onderdeel                 |
| Jaar | Plaats            | Individueel | Sprint    | Achtervolging | Massastart | Estafette | Gemengde estafette | Single gemengde estafette |
| ---- | ----------------- | ----------- | --------- | ------------- | ---------- | --------- | ------------------ | ------------------------- |
| 2012 | Ruhpolding        | –           | 39e       | 48e           | –          | –         | –                  |                           |
| 2013 | Nové Město        | 13e         | –         | –             | –          | Zilver    | DSQ                |                           |
| 2015 | Kontiolahti       | 38e         | –         | –             | –          | 5e        | 11e                |                           |
| 2016 | Oslo Holmenkollen | 22e         | 31e       | 9e            | 25e        | 5e        | –                  |                           |
| 2017 | Hochfilzen        | 9e          | 22e       | 23e           | 6e         | Zilver    | 5e                 |                           |
| 2019 | Östersund         | 12e         | 54e       | DNS           | –          | Brons     | –                  | –                         |
| 2020 | Antholz           | 37e         | 22e       | 19e           | –          | Brons     | 5e                 | –                         |

### Wereldkampioenschappen junioren
| Jaar | Plaats     | Onderdeel   | Onderdeel | Onderdeel     | Onderdeel |
| Jaar | Plaats     | Individueel | Sprint    | Achtervolging | Estafette |
| ---- | ---------- | ----------- | --------- | ------------- | --------- |
| 2010 | Torsby     | 44e         | 41e       | DNS           | –         |
| 2011 | Nové Město | 4e          | 35e       | 25e           | 5e        |

### Wereldbeker
Eindklasseringen
| Seizoen   | Algemeen | Individueel | Sprint | Achtervolging | Massastart |
| --------- | -------- | ----------- | ------ | ------------- | ---------- |
| 2011/2012 | 60e      | –           | 48e    | 68e           | –          |
| 2012/2013 | 30e      | 38e         | 21e    | 20e           | 36e        |
| 2013/2014 | 18e      | 18e         | 29e    | 19e           | 9e         |
| 2014/2015 | 31e      | 15e         | 34e    | 21e           | 31e        |
| 2015/2016 | 13e      | 17e         | 15e    | 13e           | 14e        |
| 2016/2017 | 8e       | 8e          | 13e    | 9e            | 4e         |
| 2017/2018 | 11e      | Zilver      | 12e    | 17e           | 19e        |
| 2018/2019 | 37e      | 6e          | 49e    | 60e           | 38e        |
| 2019/2020 | 36e      | 10e         | 41e    | 37e           | 43e        |

Wereldbekerzeges
| Nr.         | Datum           | Plaats      | Onderdeel         |
| Individueel | Individueel     | Individueel | Individueel       |
| ----------- | --------------- | ----------- | ----------------- |
| 1.          | 6 december 2018 | Pokljuka    | 15 km individueel |
| Estafettes  |                 |             |                   |
| 1.          | 3 januari 2013  | Oberhof     | 4x6 km estafette  |
| 2.          | 7 december 2013 | Hochfilzen  | 4x6 km estafette  |
| 3.          | 17 januari 2016 | Ruhpolding  | 4x6 km estafette  |